# Valdefuentes
Valdefuentes è un comune spagnolo di 1 448 abitanti situato nella comunità autonoma dell'Estremadura.